# Condorcet (Drôme)
Condorcet è un comune francese di 491 abitanti situato nel dipartimento della Drôme della regione dell'Alvernia-Rodano-Alpi.

## Storia

### Simboli
Lo stemma del comune omaggia la figura di Nicolas de Condorcet con il suo ritratto e il drago ripreso dall'emblema della sua famiglia che è d'azzurro, al drago volante d'oro, lampassato e armato di nero;  alla bordura dello stesso. Il delfino ricorda l'appartenenza del paese al Delfinato.

## Società

### Evoluzione demografica
Abitanti censiti